# Crusaders Football Club
Il Crusaders Football Club, meglio noto come Crusaders, è una società calcistica semi-professionistica nordirlandese che gioca nella NIFL Premiership. Il club, fondato nel 1898, ha sede nella capitale Belfast. I colori del club sono il rosso ed il nero. Disputa i match interni nello stadio Seaview, che contiene 6.500 spettatori.
La più accesa rivalità è con il Cliftonville. Le partite tra le due squadre sono conosciute come il " North Belfast derby", il derby di nord Belfast. Esiste rivalità inoltre con altre squadre di Belfast come il Linfield ed il Glentoran.
Nella sua storia ha conquistato 7 campionati nazionali, 4 Irish Cup, 2 Coppa di lega nordirlandese, 5 County Antrim Shield (torneo riservato alle squadre affiliate alla North East Ulster Football Association), più altri tornei ora non più disputati (2 Gold Cup, 3 Ulster Cup, 1 Carlsberg Cup).

## Rose delle stagioni precedenti
- 2009-2010

## Palmarès

### Competizioni nazionali
- IFA Premiership: 7

1972-1973, 1975-1976, 1994-1995, 1996-1997, 2014-2015, 2015-2016, 2017-2018
- Irish Cup: 6

1966-1967, 1967-1968, 2008-2009, 2018-2019, 2021-2022, 2022-2023
- Irish Football League Cup: 2

1996-1997, 2011-2012
- IFA Charity Shield: 2

2022, 2023
- IFA Championship: 1

2005-2006
- Gold Cup: 2

1985-1986, 1995-1996

### Competizioni regionali
- Ulster Cup: 3

1953-1954, 1963-1964, 1993-1994
- County Antrim Shield: 5

1959-1960, 1964-1965, 1968-1969, 1973-1974, 1991-1992

### Competizioni internazionali
- Setanta Sports Cup: 1

2012

### Altri piazzamenti
- Campionato nordirlandese:

Secondo posto: 1992-1993, 1995-1996, 2010-2011, 2012-2013, 2016-2017
Terzo posto: 1964-1965, 1973-1974, 1998-1999, 2008-2009, 2013-2014, 2019-2020
- Irish Cup:

Finalista: 1979-1980, 2010-2011, 2011-2012
Semifinalista: 2012-2013, 2013-2014, 2014-2015, 2020-2021
- Irish Football League Cup:

Finalista: 1986-1987, 1995-1996, 2007-2008, 2012-2013, 2013-2014, 2019-2020
Semifinalista: 1993-1994, 1994-1995, 2003-2004, 2006-2007, 2010-2011, 2017-2018, 2018-2019
- IFA Charity Shield:

Finalista: 2015, 2016
- Scottish Challenge Cup:

Semifinalista: 2017-2018
- Blaxnit Cup:

Finalista: 1967-1968

## Crusaders nelle Coppe europee
| Stagione  | Torneo                | Turno          | Nazione                       | Club             | Andata | Ritorno | Totale    |
| --------- | --------------------- | -------------- | ----------------------------- | ---------------- | ------ | ------- | --------- |
| 1967-1968 | Coppa delle Coppe     | Sedicesimi     | Spagna (bandiera)             | Valencia CF      | 0-4    | 2-4     | 2-8       |
| 1968-1969 | Coppa delle Coppe     | Sedicesimi     | Svezia (bandiera)             | IFK Norrköping   | 2-2    | 1-4     | 3-6       |
| 1973-1974 | Coppa dei Campioni    | Primo Turno    | Romania (bandiera)            | Dinamo Bucarest  | 0-1    | 0-11    | 0-12      |
| 1976-1977 | Coppa dei Campioni    | Sedicesimi     | Inghilterra (bandiera)        | Liverpool        | 0-2    | 0-5     | 0-7       |
| 1980-1981 | Coppa delle Coppe     | Primo Turno    | Galles (bandiera)             | Newport County   | 0-4    | 0-0     | 0-4       |
| 1993-1994 | Coppa UEFA            | Trentaduesimi  | Svizzera (bandiera)           | Servette FC      | 0-0    | 0-4     | 0-4       |
| 1995-1996 | Coppa UEFA            | Preliminare    | Danimarca (bandiera)          | Silkeborg        | 1-2    | 0-4     | 1-6       |
| 1996-1997 | Coppa UEFA            | 1° preliminare | Lituania (bandiera)           | Žalgiris Vilnius | 0-2    | 2-1     | 2-3       |
| 1997-1998 | UEFA Champions League | 1° preliminare | Georgia (bandiera)            | Dinamo Tbilisi   | 1-3    | 1-5     | 2-8       |
| 2009-2010 | UEFA Europa League    | 2° preliminare | Macedonia del Nord (bandiera) | FK Rabotnički    | 1-1    | 2-4     | 3-5       |
| 2011-2012 | UEFA Europa League    | 2° preliminare | Inghilterra (bandiera)        | Fulham           | 1-3    | 0-4     | 1-7       |
| 2012-2013 | UEFA Europa League    | 1° preliminare | Norvegia (bandiera)           | Rosenborg        | 0-3    | 0-1     | 0-4       |
| 2013-2014 | UEFA Europa League    | 1° preliminare | Norvegia (bandiera)           | Rosenborg        | 1-2    | 2-7     | 3-9       |
| 2014-2015 | UEFA Europa League    | 1° preliminare | Lituania (bandiera)           | Ekranas          | 3-1    | 2-1     | 5-2       |
| 2014-2015 | UEFA Europa League    | 2° preliminare | Svezia (bandiera)             | Brommapojkarna   | 1-1    | 0-4     | 1-5       |
| 2015-2016 | UEFA Champions League | 1° preliminare | Estonia (bandiera)            | Levadia Tallinn  | 0-0    | 1-1     | 1-1       |
| 2015-2016 | UEFA Champions League | 2° preliminare | Albania (bandiera)            | Skenderbeu       | 3-2    | 1-4     | 4-6       |
| 2016-2017 | UEFA Champions League | 2° preliminare | Danimarca (bandiera)          | Copenhagen       | 0-3    | 0-6     | 0-9       |
| 2017-2018 | UEFA Europa League    | 1° preliminare | Lettonia (bandiera)           | FK Liepaja       | 3-1    | 0-2     | 3-3 (gfc) |
| 2018-2019 | UEFA Champions League | 1° preliminare | Bulgaria (bandiera)           | Ludogorets       | 0-7    | 0-2     | 0-9       |

## Organico

### Rosa 2020-2021
Aggiornata all'11 settembre 2020.
| N. |                             | Ruolo | Calciatore          |
| -- | --------------------------- | ----- | ------------------- |
| 1  | Irlanda del Nord (bandiera) | P     | Sean O'Neill        |
| 2  | Irlanda del Nord (bandiera) | D     | Billy Joe Burns     |
| 3  | Irlanda del Nord (bandiera) | D     | Christopher Hegarty |
| 4  | Scozia (bandiera)           | D     | Aidan Wilson        |
| 7  | Irlanda del Nord (bandiera) | C     | Philip Lowry        |
| 8  | Irlanda del Nord (bandiera) | A     | Ben Kennedy         |
| 9  | Irlanda del Nord (bandiera) | A     | Jamie McGonigle     |
| 10 | Irlanda (bandiera)          | C     | Rory Hale           |
| 11 | Irlanda del Nord (bandiera) | A     | David Cushley       |
| 12 | Irlanda del Nord (bandiera) | C     | Declan Caddell      |
| 14 | Irlanda del Nord (bandiera) | C     | Jordan Forsythe     |

| N. |                             | Ruolo | Calciatore       |
| -- | --------------------------- | ----- | ---------------- |
| 15 | Irlanda del Nord (bandiera) | D     | Jarlath O'Rourke |
| 16 | Irlanda del Nord (bandiera) | A     | Adam Lecky       |
| 17 | Irlanda del Nord (bandiera) | D     | Michael Ruddy    |
| 18 | Irlanda del Nord (bandiera) | A     | Jordan Owens     |
| 20 | Irlanda del Nord (bandiera) | D     | Rodney Brown     |
| 21 | Irlanda del Nord (bandiera) | C     | Gary Thompson    |
| 22 | Irlanda del Nord (bandiera) | A     | Paul Heatley     |
| 24 | Irlanda del Nord (bandiera) | C     | Reece McGinley   |
| 25 | Irlanda del Nord (bandiera) | A     | Ross Clarke      |
| 30 | Irlanda del Nord (bandiera) | P     | Gerard Doherty   |
|    | Irlanda del Nord (bandiera) | C     | Thomas Burns     |